# Boss DC-2 Dimension C
Boss DC-2 Dimension C är en effektpedal för gitarr, tillverkad av Roland Corporation under varumärket Boss mellan 1985 och 1989. Pedalen tillverkades i Japan.

## Historia
Boss DC-2 Dimension C är en analog choruspedal som låter användaren välja mellan fyra förinställningar, och har till skillnad från liknande effektpedaler, inga justerbara reglage. DC-2 Dimension C liknar den rackmonterade effekten, Roland SDD-320 Dimension D, men i utförandet av en kompaktpedal. Pedalen har även stereoutgångar för att återge en bredare effekt.
Pedalen finns sedan 2018 i en nyversion tillverkad av Boss avdelning Waza Craft i Japan. Originalpedalen har blivit väldigt eftertraktad och säljs för stora summor.